# Julio Christian Sieburger
Julio Christian Sieburger (n. 1892) fue un regatista argentino que ganó la medalla de plata en los Juegos Olímpicos de Londres 1948 en la clase R 6 metros con el yate Djinn, en equipo con su hermano Enrique Conrado Sieburger (50 años), su sobrino Enrique Adolfo Sieburger (24 años), Emilio Homps, Rufino Rodríguez de la Torre (47 años) y Rodolfo Rivademar (20 años). Había participado en los Juegos Olímpicos de Berlín 1936, donde obtuvo diploma olímpico al salir cuarto en la misma prueba.

## Diploma olímpico en 1936
En los Juegos Olímpicos de Berlín 1936, Julio Sieburger integró la delegación olímpica argentina, finalizando cuarto en la clase R 6 metros con el yate Wiking y obteniendo diploma olímpico con Claudio Bincaz, Germán Julio Frers, Edlef Ernesto Hossmann y Jorge Luis Linck, con un total de 52 puntos.
El sistema de competencia exigía que se disputaran siete regatas, atribuyendo al ganador la misma cantidad de puntos que embarcaciones en competencia (12 puntos, en este caso) y un punto al duodécimo; el torneo sería ganado por quien sumando el puntaje obtenido en las siete regatas alcanzara el número más alto.
El equipo argentino disputó con los italianos y los alemanes el cuarto lugar durante toda la competencia. Al largar la última regata los argentinos se encontraban con cierta ventaja en el puntaje general, arriba de Alemania por 5 puntos y de Italia por 6, y muy abajo del tercero, Suecia, por 9 puntos. Finalmente los argentinos llegaron séptimos totalizando un puntaje de 52 puntos que los ubicó cuartos en la general; los italianos llegaron terceros en la regata final, ubicándose quintos en la general con 50 puntos y superando por un punto a los alemanes.

## Medalla de plata en los Juegos Olímpicos de 1948

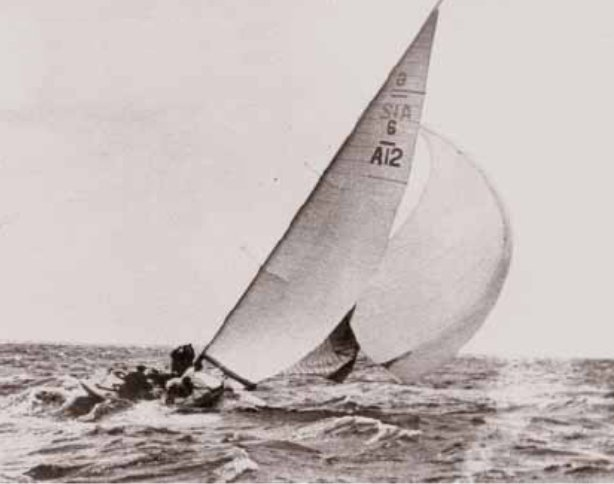
El Djinn, yate con el cual la tripulación argentina que integró Julio Sieburger, obtuvo la medalla de plata en los Juegos Olímpicos de Londres 1948.

En los Juegos Olímpicos de Londres 1948 el equipo de yachting argentino, integrado por Julio Sieburger (56 años y atleta de mayor edad de la delegación olímpica argentina), su hermano Enrique Conrado Sieburger (50 años), su sobrino Enrique Adolfo Sieburger (24 años), Emilio Homps, Rufino Rodríguez de la Torre (47 años) y Rodolfo Rivademar (20 años), ganó la medalla de plata en la clase 6 metros, con el yate Djinn.
El Djinn, cuyo nombre obedecía a un geniecillo de las sagas nórdicas vikingas, había sido construido en 1938 en el Astillero Nevins Yard Inc. de City Island, en el Estado de Nueva York, de los Estados Unidos, y fue diseñado por Sparkman & Stephens, por encargo de Henry Sturgis Morgan. El Djinn había tenido un historial competitivo notable, ganando en 1938 la Roosevelt Memorial Cup y la Prince of Wales Cup, y en 1947 ganando la Seawanaka Cup en Escocia, integrando el equipo estadounidense. En 1948, ante la proximidad de los Juegos Olímpicos, Rufino Rodríguez de la Torre convence a la Marina Argentina de comprar el yate, abonando por el mismo 10 000 pesos moneda nacional. Simultáneamente la Marina compró también el Star Arcturus y, a través de la Escuela Naval el Dragón Pampero, buques con los que compitió el equipo argentino de yachting.
Se utilizó un sistema de competencia a siete regatas, atribuyendo puntos según la posición en cada una (al primero 1142 puntos y al décimo 142 puntos), descartándose la peor. En la primera regata los argentinos salieron terceros (665 pts), detrás de los belgas y los suizos, y seguidos por los estadounidenses. La segunda regata fue ganada por el equipo de Estados Unidos, mientras que un nuevo tercer puesto de los argentinos los colocó en la segunda posición en la general. En la tercera regata, nuevamente los estadounidenses salieron terceros y los argentinos terceros, pero un segundo puesto de los suecos, hizo que éstos se ubicaran segundos en la general, relegando a los argentinos al tercer lugar. La cuarta regata la ganaron los suecos, seguidos por los argentinos y los estadoundienses, manteniéndose las posiciones en la general. La quinta regata fue ganada por los argentinos, con los suecos terceros y los estadounidenses relegados al octavo lugar, pasando los sudamericanos a liderar la general, seguidos de cerca por los suecos. Una mala regata en la sexta para argentinos y suecos, permitió a los estadounidenses tomar el liderazgo en la tabla general. La última regata fue ganada por los argentinos, pero como los estadounidenses salieron segundos, se mantuvieron a la cabeza de la general, ganando la medalla de oro con 5472 puntos. Los argentinos ganaron la de plata con 5120 puntos y los suecos la de bronce con 4033 puntos.
Al terminar competencia Herman Whitton, integrante de la tripulación estadounidense ganadora de la medalla de oro, con un yate diez años más moderno (el Llanoira), se acercó a los argentinos y les dijo:

Los felicito, es increíble como hicieron caminar a este barco.

## Relaciones familiares
Julio Christian Sieburger está relacionado familiarmente con varios regatistas destacados:
- Enrique Conrado Sieburger (n. 1897). Su hermano. Fue medallista de plata en los Juegos Olímpicos de Londres 1948.

- Roberto Guillermo Sieburger (n. 1917). Su hijo. Participó en cinco Juegos Olímpicos: Londres 1948 (donde salió quinto), Helsinki 1952 (donde salió cuarto), Roma 1960 (donde salió cuarto), Tokio 1964 y México 1968.

- Carlos Sieburger (n. 1921). Su sobrino. Participó en los Juegos Olímpicos de Roma 1960, donde salió cuarto.

- Enrique Adolfo Sieburger (n. 1924). Su sobrino. Ganó con él la medalla de plata en los Juegos Olímpicos de Londres 1948. Participó también en los Juegos Olímpicos de Roma 1960, donde salió cuarto.

- Jorge Alberto del Río Salas (n. 1918). Yerno de su hermano, casado con su sobrina Marylin Sieburger. Medallista de plata en los Juegos Olímpicos de Roma 1960. Participó también en los Juegos Olímpicos de Londres 1948 (donde salió séptimo), Helsinki 1952 (donde salió cuarto) y Tokio 1964.

- Sandro del Río Sieburger. Su sobrino nieto, hijo de su sobrina Marylin Sieburger. Campeón argentino de la Clase Cadet y maratonista.